# سان بونيفاس
سانت بونيفاس (باللاتينية: Bonifatius) (حوالي 675 - 5 يونيو 754)، ولد باسم Winfrid، Wynfrith، أو Wynfryth في مملكة وسكس بإنجلترا الأنجلوسكسونية، كان شخصية بارزة في البعثة الأنجلوسكسونية التبشيرية إلى الأجزاء الألمانية من إمبراطورية الفرنجة خلال القرن 8.

## روابط خارجية
- "St. Boniface, Archbishop of Mentz, Apostle of Germany and Martyr", Butler's Lives of the Saints
- Wilhelm Levison, Vitae Sancti Bonifatii